# Monhystera chesapeakensis
Monhystera chesapeakensis är en rundmaskart. Monhystera chesapeakensis ingår i släktet Monhystera och familjen Monhysteridae. Inga underarter finns listade i Catalogue of Life.